# Lars Mikkelsen
Pour les articles homonymes, voir Mikkelsen.
Lars Mikkelsen, né le 6 mai 1964 à Copenhague, est un acteur danois.
Il est connu hors du Danemark pour ses rôles dans les séries The Killing (2007), Sherlock (2013), House of Cards (2015-2018) et Au Nom du Père (2017-2018).
Il est le frère aîné de l'acteur Mads Mikkelsen.

## Biographie

### Jeunesse
Lars Mikkelsen est né dans une famille d’artistes ; son frère cadet, Mads Mikkelsen, est aussi un acteur célèbre. Lars Mikkelsen a étudié le théâtre entre 1991 et 1995, à l'École nationale de théâtre (Statens Teaterskole) de Copenhague.

### Carrière
Sa carrière d’acteur a commencé vers le milieu des années 1990. On l’a vu dans les séries télévisées Eder Koppen (2000) et dans Nikolaj et Julie (2003) avec Sofie Gråbøl. En 2002, il a joué dans la série Unit One – Die Spezialisten  au côté de son frère. Avec lui, il est également apparu dans Lotte Svendsen Hector Café (1996) et Oder Ole de Christian Madsen production cinématographique, et dans La Colère (2008). En 2007, il joue dans The Killing, à nouveau au côté de Sofie Gråbøl. Puis, dans Au Nom du Père, où il joue le père Johannès, rôle pour lequel il recevra l'International Emmy Award en 2018.
En 2016, l'acteur rejoint la franchise Star Wars en prêtant sa voix au personnage de l'univers étendu, le grand amiral Thrawn, durant la troisième saison de la série d'animation Star Wars Rebels. Il est rejoint par son frère quelques semaines après, puisque ce dernier campe la même année Galen Erso dans le film Rogue One: A Star Wars Story. Lars Mikkelsen reprend le personnage dans la quatrième et dernière saison de la série, qui est diffusée entre 2017 et 2018. En avril 2023, Mikkelsen est annoncé reprendre le rôle de Thrawn pour les besoins de la série en prises de vues réelles Ahsoka, faisant ainsi de lui l'un des rares acteurs dévoilés à faire la transition entre les deux séries.

### Vie privée
Lars Mikkelsen est marié depuis 1989 à l'actrice Anette Støvelbæk. Ils ont deux fils.

## Filmographie

### Cinéma
- 1996 : Café Hector
- 1997 : Royal Blues
- 1999 : Seth
- 1999 : Under overfladen
- 2001 : Kira
- 2004 : King’s Game
- 2005 : Nordkraft
- 2005 : Die wundersamen Reisen des Hans Christian Andersen
- 2007 : Cecilie
- 2007 : L'Île aux sorciers de Nikolaj Arcel
- 2007 : Die Insel der verlorenen Seelen
- 2008 : Les Soldats de l'ombre de Ole Christian Madsen
- 2008 : Was niemand weiß
- 2008 : Tage des Zorns
- 2009 : Headhunter : Martin Vinge
- 2009 : Flugten : Thomas Jargil
- 2010 : Sandheden om mænd
- 2010 : Kidnappet : Victor
- 2011 : Viceværten : Per
- 2012 : What Richard Did de Lenny Abrahamson : Peter Karlsen
- 2014 : Når dyrene drømmer de Jonas Alexander Arnby
- 2015 : 9 avril (9. april) de Roni Ezra : Oberstløjtnant Hintz
- 2016 : The Day Will Come (Der kommer en dag) de Jesper W. Nielsen : Forstander Frederik Heck
- 2017 : Winter Brothers (Vinterbrødre) de Hlynur Pálmason : Carl
- 2018 : Ditte & Louise de Niclas Bendixen : lui-même
- 2021 : Shrouded Destiny: A Star Wars Long Tale Fan Film : Okana Vidai
- 2021 : The X-Gene Project : Chairman
- 2021 : The Knife Thrower : Axel Uggla
- 2025 : Frankenstein de Guillermo del Toro : le capitaine Anderson
- 2025 : Dalloway de Yann Gozlan

### Télévision
- 2000 : Edderkoppen
- 2002 : Unit One – Die Spezialisten
- 2003 : Nikolaj et Julie
- 2007 : Kommissarin Lund – Das Verbrechen
- 2007 : The Killing : Troels Hartmann
- 2011-2012 : Traque en série (Den som dræber): Magnus Bisgaard
- 2013 : Borgen, une femme au pouvoir : Søren Ravn
- 2013 : Sherlock : Charles Augustus Magnussen
- 2014 : 1864 : Thøger
- 2015 : The Team : Harald Bjørn
- 2015-2018 : House of Cards : Viktor Petrov
- 2016-2018 : Star Wars Rebels (série d'animation) : Grand amiral Thrawn (voix)
- 2017-2018 : Au nom du père (Herrens veje) : Johannes
- 2019 : Face to Face (Forhøret) : Holger Lang
- 2019 : The Witcher : Stregobor
- 2020 : Devils : Daniel Duval
- 2020 : Grow : Gravesen
- 2020 : Professionals
- 2022 : Borgen : Le Pouvoir et la Gloire : Søren Ravn
- 2022 : The Dreamer: Becoming Karen Blixen : Knud, beau-frère de Karen Blixen
- 2023 : Ahsoka : grand amiral Thrawn
- 2024 : Tales of the Empire (série d'animation) : amiral Thrawn (voix)

## Distinction
- International Emmy Awards 2018 : Meilleur acteur pour Au nom du père